# Anysius ze Soluně
Svatý Anysius ze Soluně (? - kolem roku 403, Soluň) byl biskup Soluně.

## Život
O jeho mládí není nic známo. Byl studentem a spolupracovníkem svého předchůdce Ascholia a přítelem Svatého Ambrože.
Když se Východní Ilýrie dostala pod správu císaře v Konstantinopoli, papež Svatý Damasus I. ho jmenoval apoštolským vikářem v Illyricumu, aby zachoval svou jurisdikci nad tomto území. Tyto výsady byly později potvrzeny papežem  Svatým Inocencem I. Anysius a biskupové Ilýrie byli odsouzeni Bonosusem, biskupem Sardiky jako heretici. Po tomto případu byl povolán na koncil v Capue.
Anysius byl jedním ze čtyřiceti biskupů, kteří stáli u Svatého Jana Zlatoústého, který stál proti Theophilovi z Alexandrie, který se ho snažil sesadit. Zemřel okolo roku 403.
Podle Římského martyrologia se jeho svátek slaví 30. prosince; Památka Svatého Anysia, biskupa Soluně, který byl jmenován Římským pontifixem apoštolským vikářem Ilýrie a přítelem svatého Ambrože, a žil v době císaře Theodosia I.